# Honfleur
Honfleur (französisch Honfleurⓘ) ist eine französische Gemeinde und Hafenstadt mit 6.751 Einwohnern (Stand: 1. Januar 2022) im Département Calvados in der Normandie.

## Lage, Nachbarorte
Honfleur liegt am südlichen Ufer der Mündung der Seine in den Ärmelkanal. Sie ist der nordöstliche Endpunkt der Côte Fleurie, ein Teil der nordfranzösischen Küste.
Die Nachbarorte sind (von Osten im Uhrzeigersinn) La Rivière-Saint-Sauveur, Gonneville-sur-Honfleur, Équemauville und Pennedepie (vergleiche auch die Liste der französischen Küstenorte am Ärmelkanal). Das nordwestlich liegende Le Havre ist etwa 25 Kilometer entfernt.

## Geschichte

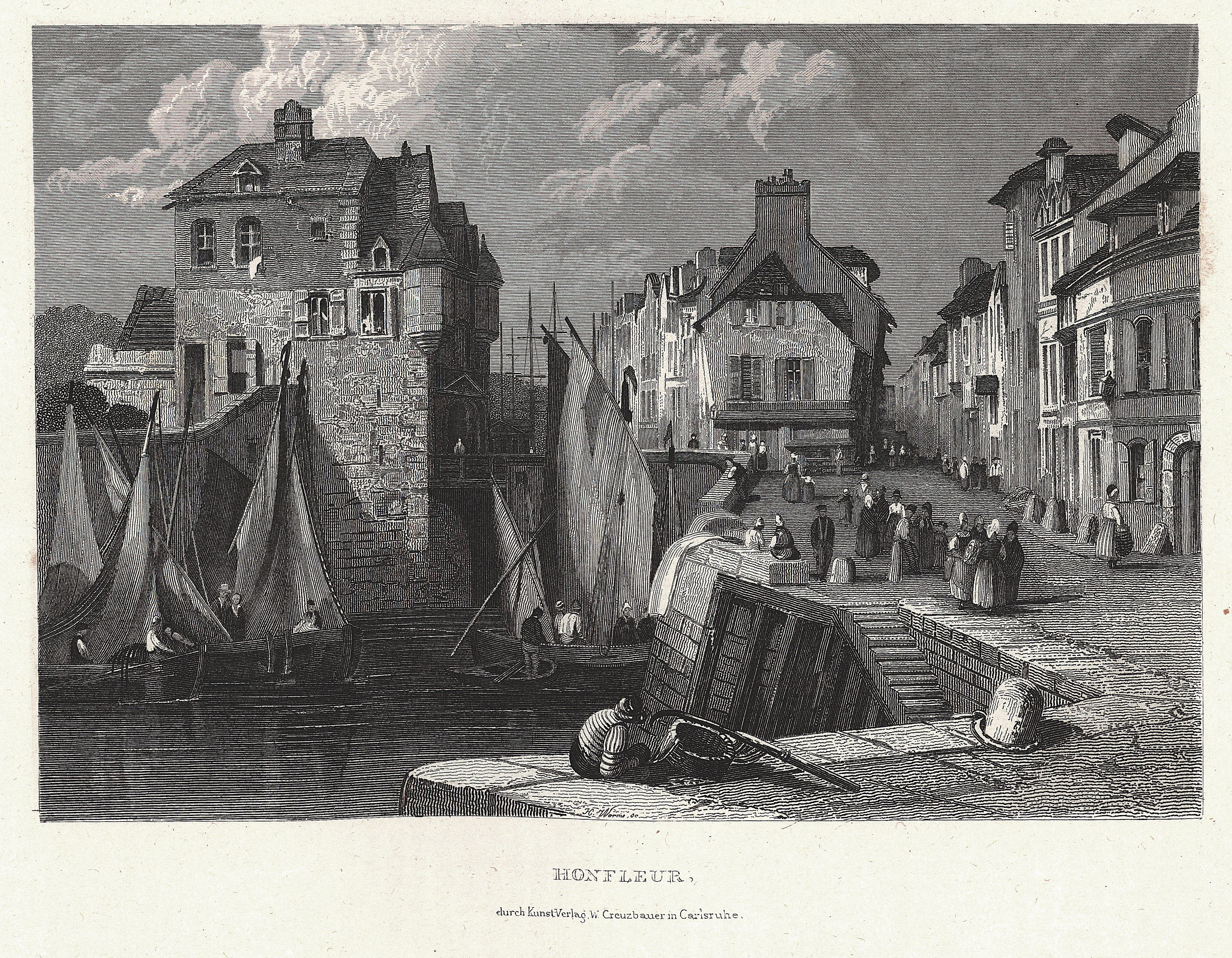
Honfleur in den 1830er Jahren

Der Name Honfleur wurde als Hunefleth 1025 erstmals urkundlich erwähnt; später ist es als Hunefloth (um 1062), Honneflo (1198), Honflue (1246), dann als Honnefleu (bis zum 18. Jahrhundert) dokumentiert. Der Endkonsonant [r] wurde erst im 19. Jahrhundert hinzugefügt. Das normannische Wort fleu („Blume“; französisch: fleur) wurde wie fleu „Küstenfluss“ im altnormannischen Dialekt ausgesprochen.
Die Stadt war jahrhundertelang ein relativ unbedeutender Hafen im Vergleich mit Harfleur auf dem anderen Ufer der Seinemündung. Um 1831 wurde Honfleur von Bürgermeister Lecarpentier regiert. Im 19. Jahrhundert wurde es zum Zentrum künstlerischer Aktivitäten. Eugène Boudin, der Maler der Küstenlandschaften, wurde hier geboren. Das Musée Eugène Boudin ist ihm gewidmet und dokumentiert die malerische Atmosphäre der Stadt und der Seine-Mündung.
Mit der Zeit hat sich das Städtchen mit seinen schmalen und sechs Stockwerke hohen Häusern und der Lieutenance (dem Rest einer Befestigungsanlage) am Vieux Bassin (Altes Hafenbecken) aus dem 17. Jahrhundert zu einem der reizvollsten Orte der Normandie und vielbesuchten touristischen Anziehungspunkt entwickelt.
Honfleur ist aber auch der Geburtsort des französischen Komponisten Erik Satie. Maler wie Courbet, Sisley, Jongkind, Claude Monet, Pissarro, Renoir und Cézanne kamen nach Honfleur und trafen sich oft in der Ferme St-Siméon, einem Bauernhof, der als eine der Geburtsstätten des Impressionismus gilt und zu einem Hotel umfunktioniert wurde.
Im Zweiten Weltkrieg wurde Honfleur am 25. August 1944 von der deutschen Besatzung befreit.
| Jahr                       | 1962 | 1968 | 1975 | 1982 | 1990 | 1999 | 2009 | 2016 | 2021 |
| -------------------------- | ---- | ---- | ---- | ---- | ---- | ---- | ---- | ---- | ---- |
| Einwohner                  | 9141 | 9292 | 9188 | 8495 | 8272 | 8178 | 8163 | 7728 | 6761 |
| Quellen: Cassini und INSEE |      |      |      |      |      |      |      |      |      |

## Sehenswürdigkeiten (Auswahl)
Auch heute noch stehen die Maler am Kai von Honfleur, und in den Greniers à Sel, zwei Lagerhäusern, die 1670 östlich des Vieux Bassin in l’Enclos, der im 13. Jahrhundert errichteten Verteidigungsanlage der Stadt zum Zweck der Salzlagerung, erbaut wurden, werden Ausstellungen zeitgenössischer Künstler organisiert.
Die Kirche Sainte Catherine mit dem freistehenden Turm steht am Place Ste. Catherine. Sie wurde in der Mitte des 15. Jahrhunderts mit zwei Zwillingsschiffen und einer Dachkonstruktion gleich Schiffsrümpfen von Schiffszimmerleuten ganz aus Holz erbaut und mit bemalten Glasfenstern und weiteren Kunstwerken ausgestattet. Die Kirche ist als historisches Denkmal in der Base Mérimée des französischen Kultusministeriums aufgeführt.

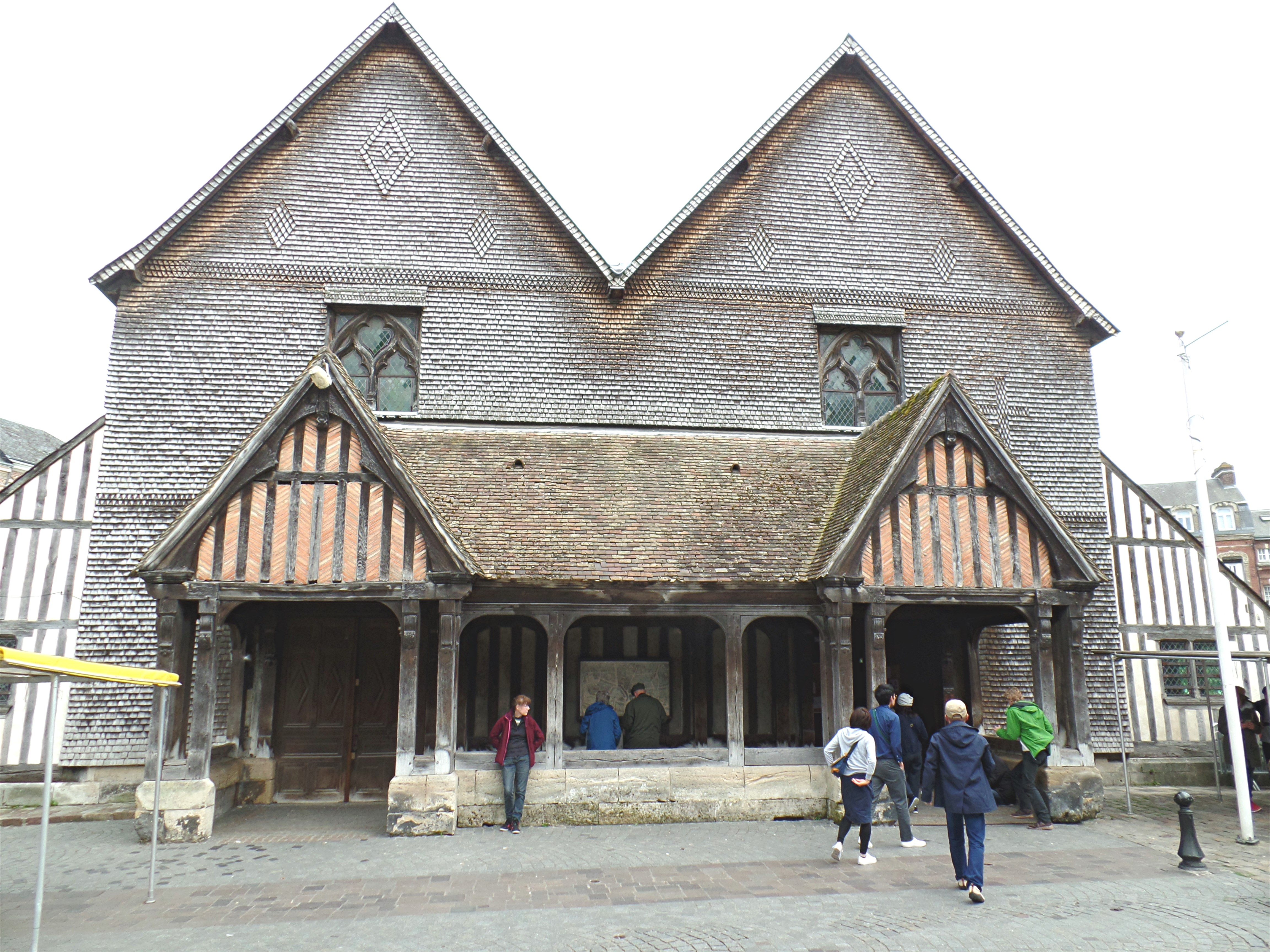
Kirche Sainte Catherine
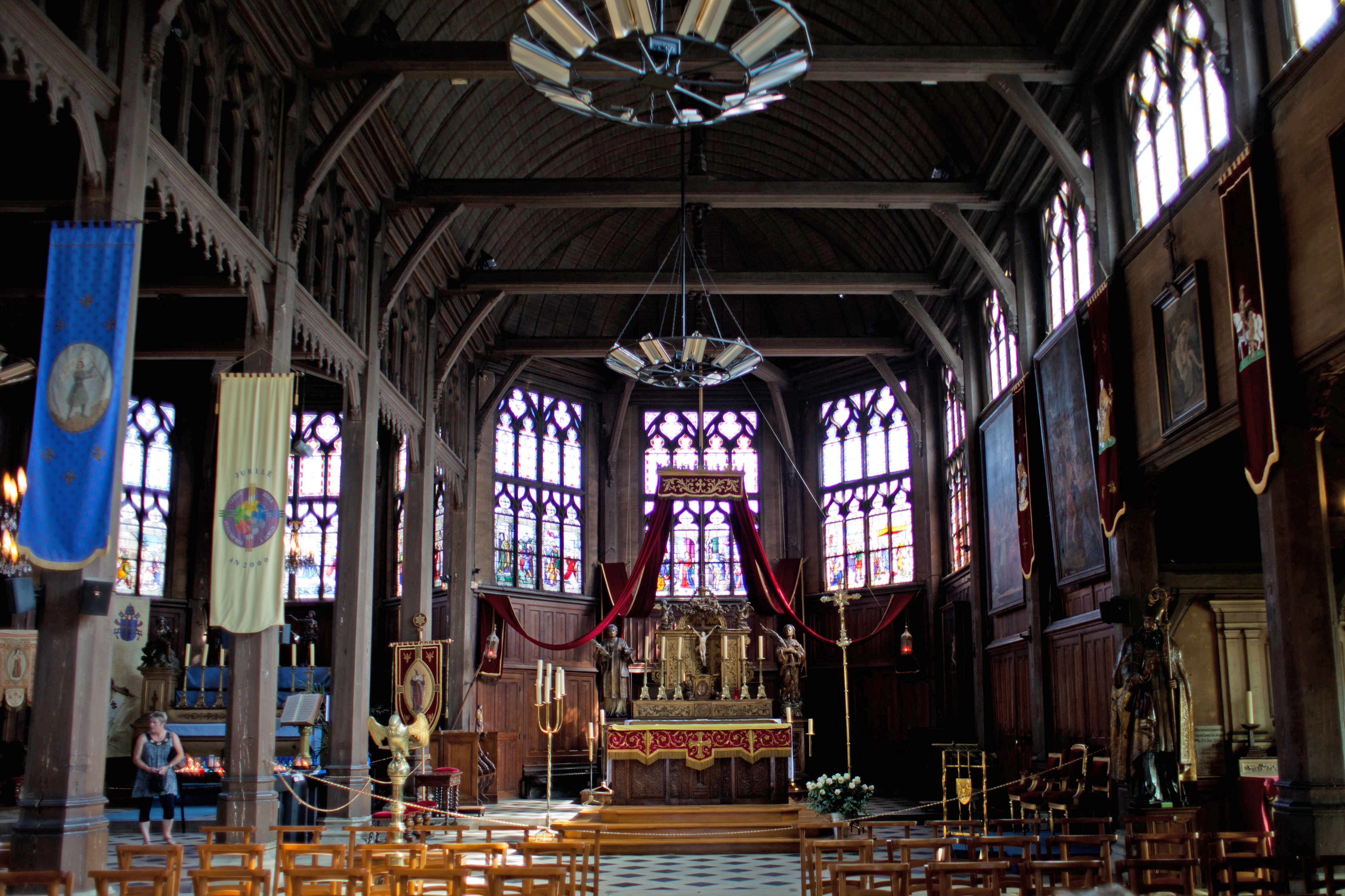
Sainte Catherine innen
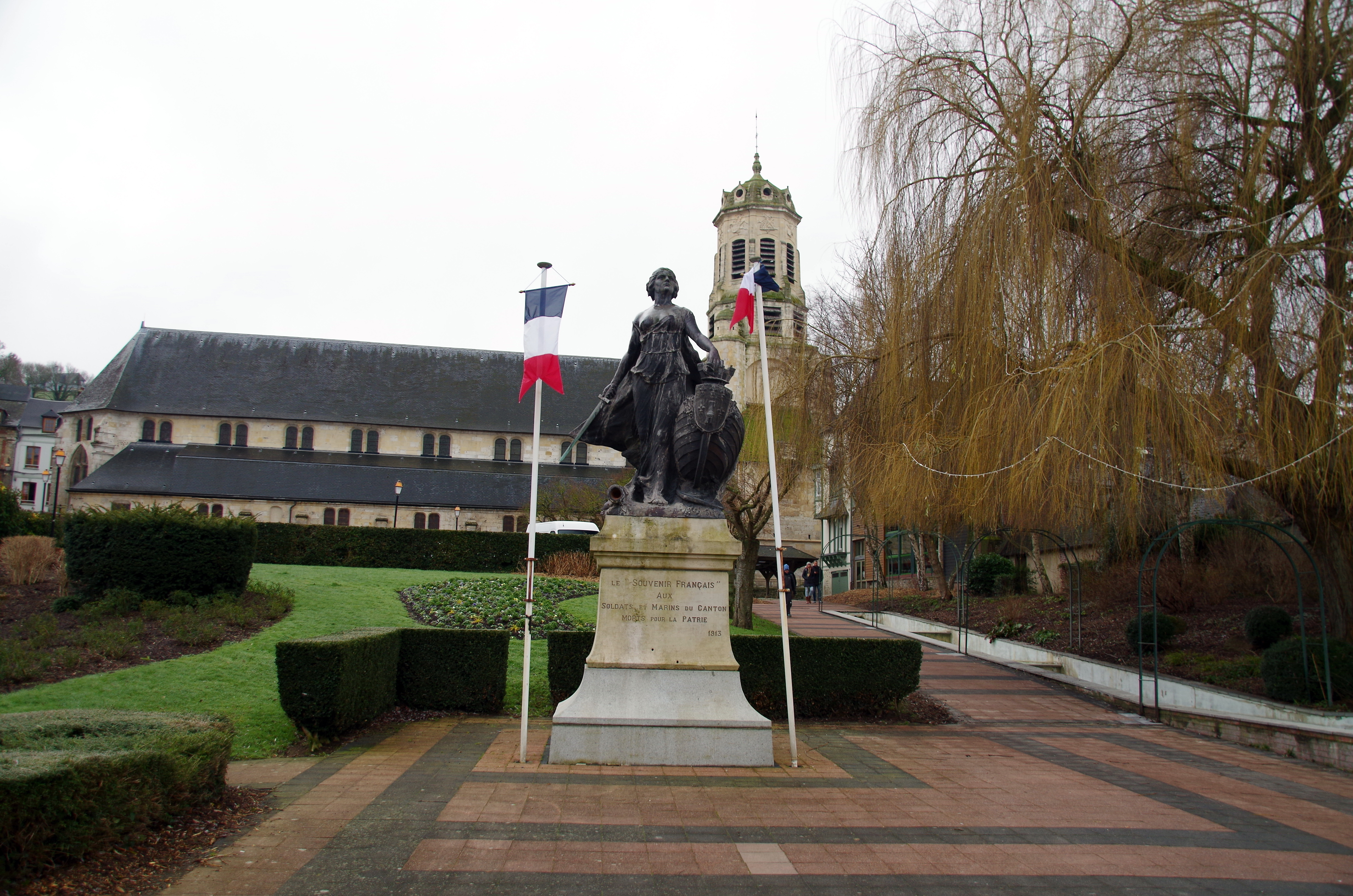
Sankt-Leonhard-Kirche
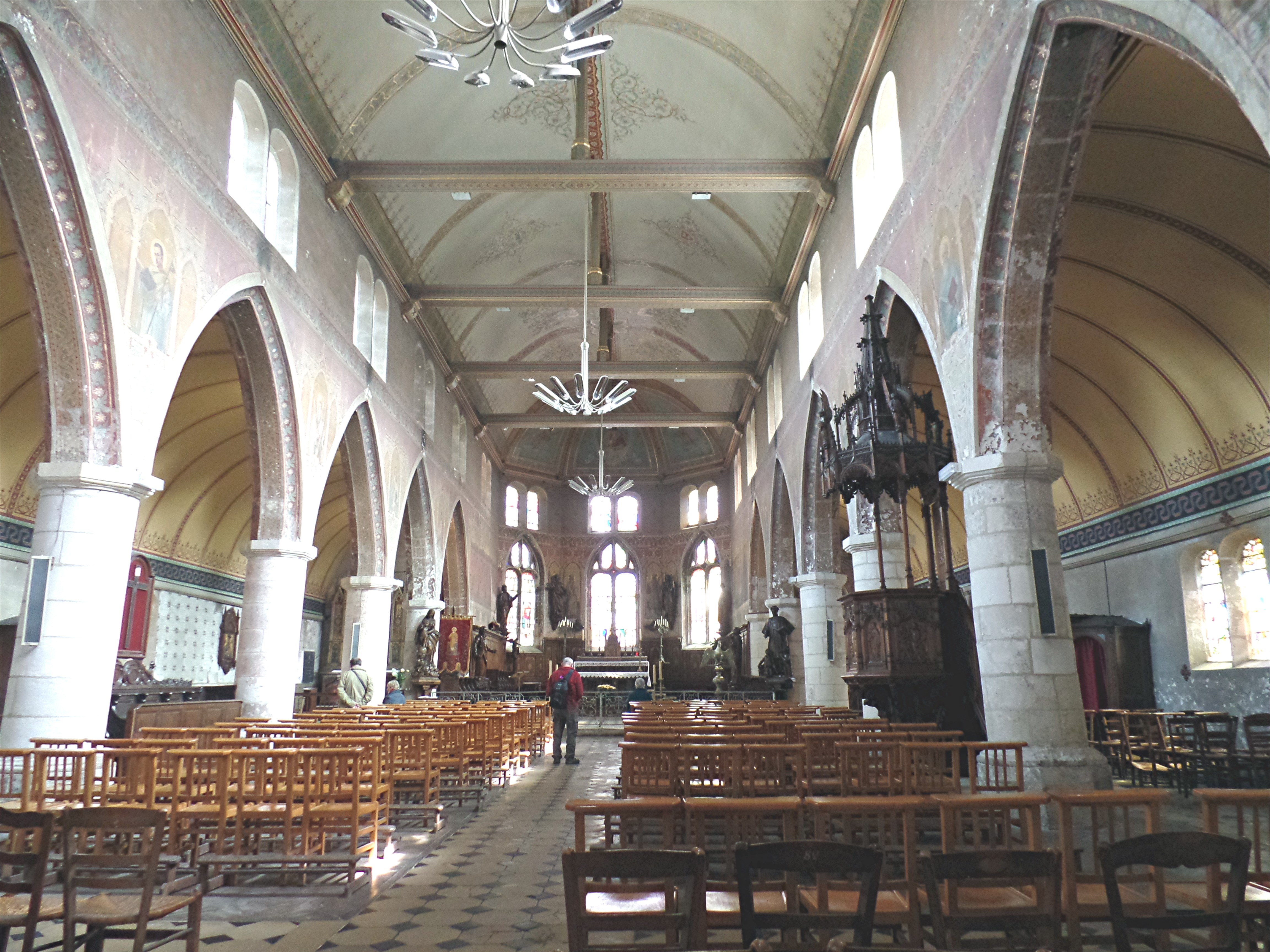
Sankt Leonhard innen
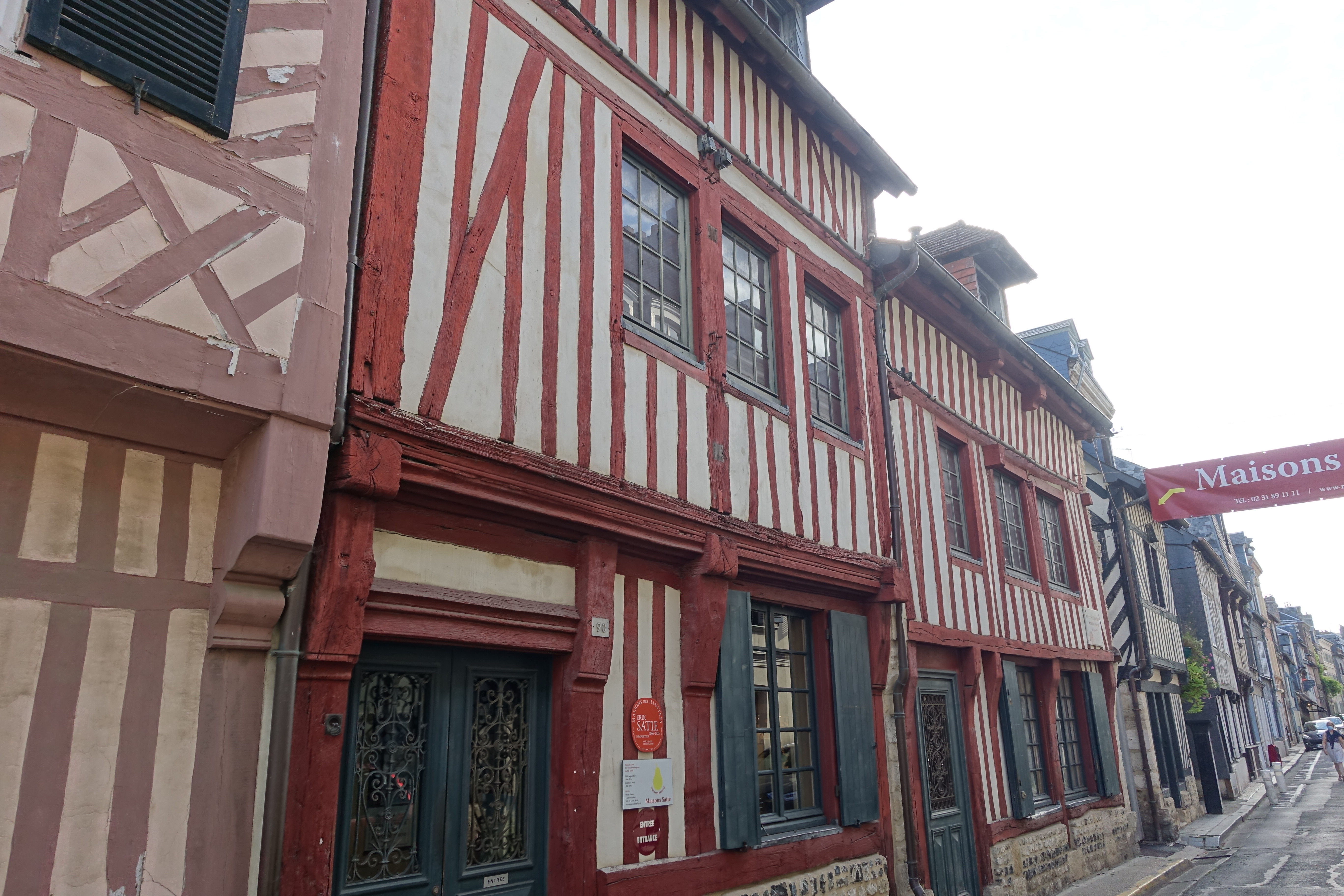
Maisons Satie

Der Geburtsort von Erik Satie ist eine Häusergruppe in der Stadt und als Maisons Satie eine denkmalgeschützte Sehenswürdigkeit (Monument historique).
Ein Meisterwerk der Ingenieurskunst ist die 1995 eingeweihte Pont de Normandie, die Honfleur und Le Havre (Département Seine-Maritime) verbindet; sie ist eine der längsten Brücken Europas.

## Partnerstädte
- Sandwich, Kent, (England), seit 1959
- Wörth am Main, Bayern, (Deutschland), seit 2006
- Honfleur (Kanada) seit 2009
- Burlington (Vermont) (USA), seit 2013
- Visé, Belgien
- Pljos, Russland, seit 2016

## Persönlichkeiten (Auswahl)

### Söhne und Töchter der Stadt
- Alexandre Exquemelin (um 1645–um 1707), Schiffsarzt und Buchautor
- Louis-Alexandre Dubourg (1821–1891), Genre- und Porträtmaler
- Eugène Boudin (1824–1898), Maler, Vorreiter des Impressionismus
- Ernest Henri Besnier (1831–1909), Dermatologe und ärztlicher Direktor des Hôpital St. Louis in Paris
- Maria Pognon (1844–1925), Feministin
- Alphonse Allais (1854–1905), Schriftsteller und Humorist
- Erik Satie (1866–1925), Komponist und Pianist
- Raymond Pognon (1873–1959), Résistancekämpfer
- Lucie Delarue-Mardrus (1874–1945), Dichterin, Romanautorin, Bildhauerin und Zeichnerin
- Louis Marie François Andlauer (1876–1915), Organist und Komponist

### Persönlichkeiten, die vor Ort gewirkt haben
- Charles Baudelaire (1821–1867), Schriftsteller, wohnte 1859 sechs Monate lang in Honfleur und schrieb dort La danse macabre (Totentanz), La chevelure (Das Haar) und Chant d’automne (Herbstgesang).[3]